# Ray Manzarek
Raymond Daniel Manzarek, conocido artísticamente como Ray Manzarek (Chicago, Estados Unidos, 12 de febrero de 1939-Rosenheim, Alemania, 20 de mayo de 2013) fue un músico, cantante, productor, director de cine y escritor estadounidense. Fue cofundador y teclista de la banda de rock The Doors entre 1965 y 1973, y en The Doors of the 21th Century (luego Manzarek - Krieger) desde 2001.

## Biografía
Sus padres fueron Raymond Manczarek Sr. y Helena Kolenda, ambos habían emigrado de Polonia a los Estados Unidos, estableciéndose en la ciudad de Chicago. Sus primeras notas en el piano fueron a los nueve años. 
Fue pianista de The Doors entre 1965 y 1973; hasta 1971 la banda actuó con su formación original compuesta también por Jim Morrison (voz), Robby Krieger (guitarrista) y John Densmore (baterista). En 1971 fallece Morrison y The Doors prosiguen como trío editando dos discos más: Other Voices y Full Circle, encargándose Manzarek de la voz de cabecera y Krieger de los coros. Para facilitar el trabajo de Manzarek durante este período, The Doors ejecutan sus piezas con un bajista en escena. En 1973 se produce la separación oficial de la agrupación, no obstante los miembros sobrevivientes volvieron a tocar juntos con fines específicos y aislados tales como la grabación de An American Prayer (1978), el ingreso de The Doors al Salón de la Fama del Rock (1993) y el programa "Storytellers" de VH1, que data de 2000, aunque fue emitido en 2001 por los 30 años transcurridos desde la muerte de Jim Morrison.

## The Doors

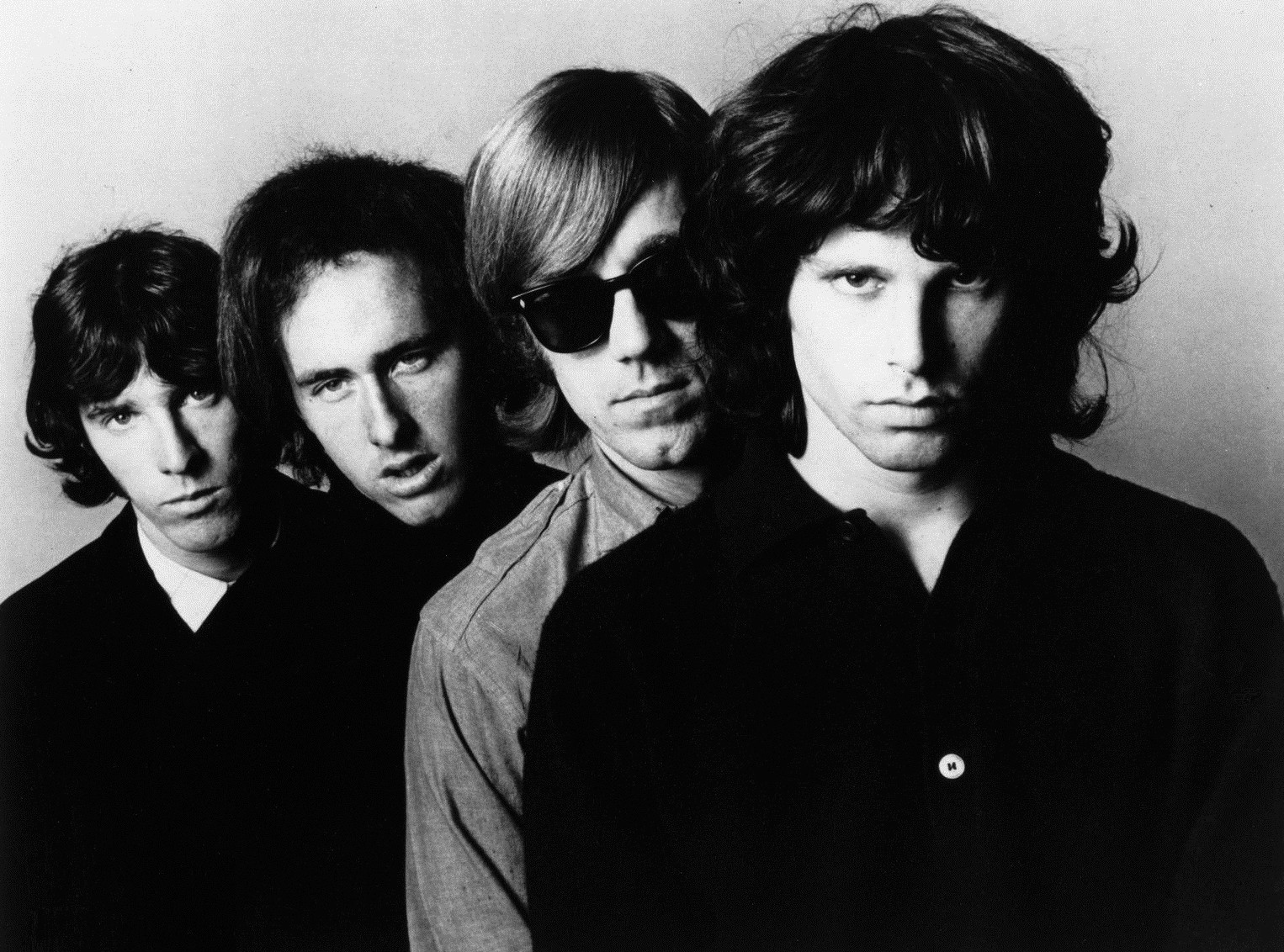
The Doors en 1966. De izquierda a derecha: John Densmore, Robby Krieger, Ray Manzarek y Jim Morrison.

Conoció a Jim Morrison mientras ambos estudiaban cinematografía en la UCLA. Tras finalizar el curso, en un encuentro casual de ambos en las playas de Venice, California, Morrison leyó y cantó una canción que acababa de escribir, "Moonlight Drive", y Manzarek quedó fascinado con la composición de la misma. De esta manera, Ray invitó a Jim a la banda de él y sus hermanos, llamada Rick & The Ravens, pero al resto del grupo no le parecían buenas las ideas de Jim Morrison, así que Manzarek llamó a unos compañeros de meditación, Robby Krieger y John Densmore, ambos provenientes de una banda llamada The Psychedelic Rangers. Por esta razón Manzarek y Morrison son considerados como los fundadores del grupo The Doors. 
Los teclados de Manzarek representan el sonido característico de The Doors, gracias a su estilo psicodélico, y en ellos residen muchos de los grandes solos instrumentales de las canciones del cuarteto californiano. Como The Doors no contaban con bajista oficial en escena, ese sonido lo realizaba Manzarek con un "Fender Rhodes Piano Bass" (un piano eléctrico que suena como un bajo) en las actuaciones en vivo. En las grabaciones de estudio la banda contó con distintos bajistas contratados para la ocasión, ya que según Paul A. Rothchild, el ingeniero de sonido de la banda, el bajo ejecutado por los "Fender" no lograba emitir un sonido nítido una vez registrado.
En los conciertos en vivo también se contó con su participación vocal, en temas como Close To You, y una versión de Hello, I Love You en vivo desde Europa, también grabó sesiones en estudio, tales como Tightrope Ride y You Need Meat, incluido en el álbum L.A. Woman (Deluxe Edition).

## Carrera posterior
Después de la muerte de Jim Morrison en 1971, Ray Manzarek junto con el resto de la banda, lanzaron un par de discos con mediano éxito, donde él y Robby Krieger hacían de vocales. Manzarek decide disolver la banda en 1973. Ray lanzó algunos discos al mercado, con muy poco éxito comercial pero bien considerados entre los fanes de la banda.
Para finales de los 70 y principios de los 80, Ray Manzarek fue productor de la banda de punk californiana The X.
Participó como escritor en la película The X-Files: Fight the Future de 1998.
Para el año 2000, Ray Manzarek junto a Robby Krieger y Ian Astbury (exmiembro sucesivamente de Southern Death Cult, Death Cult, The Cult y Holy Barbarians), tocan los temas clásicos de la legendaria banda con el nombre de Riders on the Storm, realizando giras internacionales. El nombre original de esta agrupación fue "The Doors of the 21st century", y llamándose así brindaron conciertos durante aproximadamente cuatro años (2002-2005), sin embargo, debieron modificarlo tras perder un litigio judicial efectuado por Densmore y la familia Morrison. Según suele aducir Densmore: "The Doors fueron Jim, Ray, Robbie y yo. Sin uno solo de ellos The Doors no son tales".
Aunque John Densmore habría manifestado su descontento al no ser invitado, en una entrevista, Ray Manzarek dijo que nunca lo habían excluido, que él siempre será parte de la banda. Manzarek y Krieger siguieron señalando que Densmore siempre tendría las puertas abiertas para volver a tocar con ellos, y que si no lo hacía era por decisión exclusivamente suya.

## Últimos años

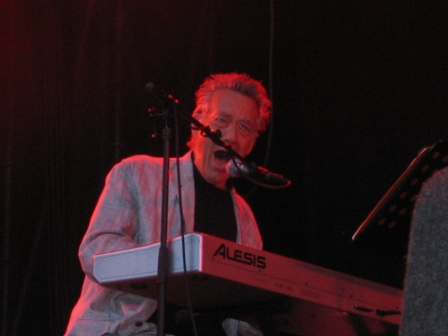
Manzarek en 2006.

En febrero de 2007, Ian Astbury decide volver a su legado con The Cult, dejándole el puesto de vocal a Brett Scallions.
Manzarek es conocido por su trabajo con The Doors, que se formaron en 1965, cuando Manzarek tuvo un encuentro casual en la playa de Venice con el poeta Jim Morrison. The Doors se convirtieron en uno de los actos de rock más polémicos de la década de 1960, vendiendo más de 100 millones de álbumes en todo el mundo, y la recepción de 19 de oro, 14 de platino y cinco discos multiplatino en los EE. UU. solamente. "L.A. Woman", "Break on Through", "The End", "Hello, I Love You" y "Light My Fire", fueron solo algunos de los temas emblemáticos de la banda y canciones innovadoras. Después de la muerte de Morrison en 1971, Manzarek se convirtió en un autor de éxito y un artista nominado al Grammy por su propio derecho. En 2002, revitalizó su carrera en una gira con el guitarrista y durante mucho tiempo colaborador Doors, Robby Krieger.
Falleció a los 74 años el 20 de mayo de 2013, a causa del cáncer hepático que llevaba arrastrando desde hacía ya meses.

## Discografía

### Solista
- The Golden Scarab (1974)
- The Whole Thing Started with Rock & Roll Now It's Out of Control (1974)
- Carmina Burana (1983)
- Love Her Madly (2006)
- Ballads Before The Rain (con Roy Rogers) (2008)
- Translucent Blues (con Roy Rogers) (2011)
- Twisted Tales (con Roy Rogers) (2013)

### Nite City
- Nite City (1977)
- Golden Days Diamond Night (1978)